# SeaBIOS
SeaBIOS est une implémentation en logiciel libre du firmware appelé « BIOS », 16 bits, utilisé sur les IBM-PC et compatibles]. Il est notamment utilisé par les émulateurs DOSBox, ainsi que Qemu pour sa partie visant à émuler les compatibles PC. Il peut également être utilisé par l'émulateur compatible PC Bochs, celui-ci utilisant sa propre implémentation appelée rombios par défaut.
Sa maintenance est actuellement gérée sur le dépôt git du projet Coreboot, qui l'utilise pour fournir les fonctionnalités du BIOS aux systèmes d'exploitation en dépendant.
Le projet SeaBIOS abrite également SeaVGABIOS, une implémentation libre du BIOS des cartes graphiques VGA (anglais : Video Graphics Array). Qemu au contraire utilise l'implémentation de Bochs du BIOS VGA.
Qemu utilise SeaBIOS pour initialiser TPM.
SeaBIOS peut également être utilisé comme alternative à GRUB avec Libreboot pour le payload sur les architectures x86_64.